# Collaret de variscita
El Collaret de Variscita és un collaret que es conserva al Museu de Granollers, d'origen neolític.

## Descripció
Està format per vint denes tubulars de formes més o menys cilíndriques o de barrilet i de diferents dimensions. N'és la més gran la peça central respecte a les altres. Les denes van ser trobades soltes i el collaret va ser enfilat posteriorment, ja al museu.
El material emprat és un mineral de color verdós conegut amb el nom de variscita, del qual sols se'n té constància que es trobava i s'explotava, en l'àmbit europeu i de moment, a les mines neolítiques de Can Tintorer, a Gavà.
Actualment es conserven nombroses joies -collarets, braçalets i altres elements ornamentals elaborades amb aquest material, sol o combinat amb altres elements i minerals com la serpentina o l'amfibolita, de color negre. Bona part dels exemplars conservats, la majoria en museus, són troballes fortuïtes associades a enterraments d'època neolítica, que formaven part dels aixovars funeraris.
Les tipologies de collaret varien poc, essent les principals diferències la llargada o la combinació de diferents formes en les denes: de forma discoïdal, cilíndrica o bé en forma d'oliva o barrilet, com les del collaret que ens ocupa. Cada una d'aquestes denes havien de ser treballades de forma individual, primer polint el mineral, després tallant la forma de la dena i, la part més laboriosa, perforant-la per poder-la enfilar. També es fa evident una selecció de les vetes i colors del mineral per formar un o altre collar. I encara cal ressaltar l'acurat treball artesanal en la talla i poliment del mineral amb el qual, malgrat que es feia amb eines rudimentàries, s'aconseguien acabats d'extremada perfecció que permeten parlar de joies amb un excel·lent treball i amb un gran valor estètic, com aquesta que conserva el Museu de Granollers.

## Origen
Es calcula que es va realitzar durant el Neolític mitjà i té unes dimensions de 15 x 12 cm. Es va trobar a la Bòbila d'en Joca (Montornès del Vallès)
El collaret va ser trobat de manera fortuïta a l'indret anomenat la Bòbila d'en Joca de Montornès del Vallès, com a part d'un aixovar funerari. La troballa va tenir lloc el maig de l'any 1955 mentre s'estaven extraient argiles d'un talús per a la bòbila adjacent. Llavors, a una profunditat d'1,2 metres, sobre la cota superior hom va veure un esquelet. Es van parar les feines i es va avisar el capellà del poble, que al seu torn va fer avisar d'altres autoritats i el senyor Josep Estrada, aleshores Comissari Local d'Excavacions, però amb circumscripció d'abast pràcticament comarcal, tot i que comptava amb alguns delegats locals que l'informaven del més rellevant del seu entorn.
L'esquelet estava situat i orientat de N-NE a S-SO. Presentava una posició encongida cap al costat esquerre i el cap inclinat cap a SE. L'estat de l'esquelet era molt precari i no es va poder conservar. Al seu entorn hi havia altres materials relacionats amb l'enterrament, entre ells la vintena de denes de variscita que són les que avui conformen el collaret, a més de 5 petites
destrals de caràcter votiu de diferents tipus de pedres i mides -una de força allargassada i amb restes de fèmur i una altra que podia haver estat un afilador-, restes molt fragmentàries de ceràmica i uns nuclis de sílex ja preparats per a l'extracció de fulles de ganivets -anomenats pels arqueòlegs de l'època "potes de cabra", ja que tenen forma de peülles de caprins-. Tots aquests elements són els que han permès datar aquest enterrament en el neolític mitjà (3200-2500 aC)